# Jatov
Jatov es un municipio del distrito de Nové Zámky, en la región de Nitra, Eslovaquia. Tiene una población estimada, a fines del año 2020, de 721 habitantes.
Está ubicado al sur de la región, cerca de los ríos Nitra y Hron (cuenca hidrográfica del Danubio) y de la frontera con Hungría.

## Demografía
| Año        | 1994 | 2004    | 2014    | 2024    |
| ---------- | ---- | ------- | ------- | ------- |
| Población  | 772  | 784     | 780     | 713     |
| Diferencia |      | +1,55 % | −0,51 % | −8,58 % |

| Año        | 2023 | 2024    |
| ---------- | ---- | ------- |
| Población  | 711  | 713     |
| Diferencia |      | +0,28 % |